# Gardere, Louisiana
Gardere, Louisiana (енгл. Gardere) насељено је место без административног статуса у америчкој савезној држави Луизијана.

## Демографија
По попису из 2010. године број становника је 10.580, што је 1.588 (17,7%) становника више него 2000. године.
| Група             | 2000.         | 2010.         |
| Белци             | 1.793 (19,9%) | 2.045 (19,3%) |
| Афроамериканци    | 6.381 (71,0%) | 6.744 (63,7%) |
| Азијати           | 193 (2,1%)    | 183 (1,7%)    |
| Хиспаноамериканци | 513 (5,7%)    | 1.463 (13,8%) |
| Укупно            | 8.992         | 10.580        |